# Open Golfclub Olympus
Open Golfclub Olympus is een Nederlandse golfclub in Amsterdam-Zuidoost in de provincie Noord-Holland.
Golfclub Olympus heeft zijn thuisbaan op het Openbaar Golfterrein De Hoge Dijk, een deel van het recreatiegebied De Hoge Dijk. De baan werd in 1976 ontworpen door Joan Dudok van Heel. In 2002 kreeg de inmiddels 25-jarige club een 9-holes par-3/4 baan, aangelegd door Gerard Jol.

## Geschiedenis
Tot 1989 speelde de club op de voetbalvelden van sportpark Overamstel, totdat de Amsterdamse politie meer sportfaciliteiten nodig had en Olympus een andere locatie moest zoeken. Terwijl de nieuwe baan aan de andere kant van de A2, achter het AMC, werd aangelegd, waren de leden een jaar dakloos en werd er gespeeld op de omringende banen. In 1990 waren zes holes bespeelbaar. Er mocht tweemaal per week gespeeld worden, financieel was meer dagen nog niet haalbaar. In 1991 mocht er op 9 holes gespeeld worden, en op iedere dag van de week. Er waren genoeg leden, en er kwamen veel greenfeespelers.
Inmiddels ligt er een 18-holes par-71 wedstrijdbaan (5x par-3, 9x par-4, 4x par-5), plus een 9-holes par-31 baan (5x par-3, 4x par-4).
Op de baan worden voor de leden gedurende het speelseizoen vele wedstrijden georganiseerd, van recreatief tot competitief, inclusief clubkampioenschappen.

## Golfschool De Hoge Dijk
Op De Hoge Dijk is een golfschool, waar vijf professionals lesgeven. Er is een drivingrange met 50 plaatsen, waarvan 25 overdekt zijn.

## Brasserie De Hoge Dijk
Op De Hoge Dijk is tevens een brasserie, ook toegankelijk voor niet spelende bezoekers. De Olympus leden hebben in de brasserie een eigen clublounge, waar na de wedstrijden de prijsuitreikingen plaatsvinden.

## Trivia
- De club organiseert jaarlijks in september/oktober een "Rijdercup" wedstrijd, waarbij leden uit de regio Amsterdam matchplaywedstrijden spelen tegen leden van de buitengebieden. Zaterdags FBBB (dus twee tegen twee), zondags singles (dus een tegen een).